# François de Wissocq
Pour les autres membres de la famille, voir Famille de Wissocq.
François de Wissocq, né le 13 septembre 1933 à Châlons-en-Champagne, est un ingénieur général des mines français.

## Biographie
François de Wissocq est le fils de René de Wissocq, ingénieur, et de son épouse, née Boyer.
Il entre à l'École polytechnique,, en 1953 et devient, après sa sortie de l'École en 1956 puis un passage à l'École nationale supérieure des mines de Paris, ingénieur du Corps des mines.
Il fait l'essentiel de sa carrière dans la fonction publique ou dans des entreprises publiques :
- après un bref séjour en Algérie pendant la guerre, il est ingénieur des mines à Chalon-sur-Saône en 1959 et 1960 ;
- il s'occupe ensuite, au ministère de l'Industrie, du service technique de la direction des Mines, puis des aciers spéciaux ;
- il dirige le service industriel de la DATAR de 1967 à 1971[6] ;
- au cabinet du Premier ministre, il est conseiller technique pour l'énergie et l'industrie de 1971 à 1973 ;
- il est directeur des Mines au ministère de l'Industrie et de la Recherche du 1er juillet 1975[7] au 28 juillet 1978 ;
- il est directeur général de l'Énergie et des Matières premières du 28 juillet 1978 au 18 février 1982[8] ;
- il est président-directeur général de la Cogema[9],[10] de 1984 à 1988, date à laquelle il démisionne sur la demande du ministre de l'Industrie Roger Fauroux[11],[12] ;
- puis chez Elf Aquitaine entre 1989 et 1996, il est directeur, membre du comité de direction, et président de la fondation Elf[13].

### Vie privée
Il épouse en 1959 Véronique Aubrun, petite-fille de Jules Aubrun, X 1900 et sœur de François Aubrun, artiste-peintre.

## Publications
- Les options énergétiques du 8e plan Auteuil, 1981,
- Préface: Michel Arnould, Fabio Zubini, Les termes pétroliers : dictionnaire anglais-français- Paris, 1981[14].